# Villota de Elines
Villota de Elines es una localidad española del municipio de Valderredible, perteneciente a la comunidad autónoma de Cantabria.

## Toponimia
El lugar puede aparecer referido como «Villota de Elines» y «Villota de Ebro».[cita requerida]

## Geografía
Se encuentra a 819 m s. n. m. Dista 4,9 kilómetros de Polientes, la capital municipal. Desde esta localidad se asciende con facilidad a La Muñata (1181 m s. n. m.) y Peña Camesía (1158 m s. n. m). Dese estas peñas se tienen vistas panorámicas sobre el valle.

## Historia
Hacia mediados del siglo XIX, el lugar, ya por entonces perteneciente a Valderredible, tenía contabilizada una población de cien habitantes. Aparece descrito en el decimosexto y último volumen del Diccionario geográfico-estadístico-histórico de España y sus posesiones de Ultramar de Pascual Madoz con las siguientes palabras:

VILLOTA: ald. en la prov. de Santander (15), part. jud. de Reinosa (6), dióc., aud. terr. y c. g. de Búrgos (11), ayunt. de Valderredible: sit. al pie de una elevada peña que titulan Carmesia; su clima es templado y sujeto á tercianas y fiebres catarrales. Tiene 20 casas; igl. parr. (Nuestra Sra. de la Concepcion), y una fuente de buenas aguas. Conna con térm. de Rijas, San Martin de Helines, Sargentes de la Lora y Arenillas de Ebro. El terreno es de tercera calidad y de secano. El r. Ebro pasa inmediato á la pobl. Los caminos dirigen á Santander, Búrgos, Villarcayo y Aguilar de Campóo: recibe la correspondencia de Reinosa. prod.: granos, legumbres, patatas y pastos; cria ganados; caza mayor y menor, y pesca de truchas, barbos y anguilas. ind.: abañadores de granos. pobl.: 20 vec., 100 alm. contr.: con el ayunt. (V.).
(Madoz, 1850, p. 317)

En 2024, tenía empadronados diez habitantes.